# The Boo Radleys
The Boo Radleys furono un gruppo musicale alternative rock inglese generalmente associato inizialmente alla scena shoegaze e successivamente a quella brit pop.

## Storia dei Boo Radleys
Si sono formati nel 1988 a Wallasey, nel Merseyside, composti inizialmente da Rob Harrison (batteria), Sice Rowbottom (voce), Martin Carr (chitarra) e Timothy Brown (basso). Durante la loro carriera terminata nel 1999 hanno pubblicato sei album e numerosi singoli ed EP: tra questi il brano di maggior successo fu Wake Up Boo!, tratto dal loro quarto album Wake Up!, che entrò nella top ten inglese.
La band si è riformata come trio nel 2021, senza Martin Carr che fino ad allora era stato l'autore di tutti i brani.
Il nome del gruppo rimanda al personaggio Boo Radley nel romanzo Il buio oltre la siepe di Harper Lee.

## Discografia

### Album
- 1990: Ichabod and I
- 1992: Everything's Alright Forever
- 1993: Giant Steps
- 1995: Wake Up!
- 1996: C'mon Kids
- 1998: Kingsize
- 2022: Keep on Falling
- 2023: Eight

### Raccolte
- 1992: Learning to Walk
- 2005: Find the Way Out